# Třída Portland
Třída Portland byla třída těžkých křižníků amerického námořnictva. Celkem byly postaveny dvě jednotky této třídy. Ve službě byly v letech 1932–1946. Obě byly nasazeny ve druhé světové válce. Ve válce byl křižník Indianapolis potopen.

## Stavba
Původně se mělo jednat o křižníky třídy Northampton s mírně prodlouženým trupem. Plánována byla stavba pěti takových plavidel (CA 32-36). Později bylo rozhodnuto, že budou postaveny pouze dvě jednotky této třídy a ostatní budou dokončeny v rámci třídy New Orleans. První křižník postavila společnost Bethlehem Steel Co. ve své loděnici Fore River v Quincy a druhý loděnice New York Shipbuilding Corp. v Camdenu.
Jednotky třídy Portland:
| Jméno                    | Loděnice              | Založení kýlu   | Spuštěna          | Vstup do služby    | Poznámka                                               |
| ------------------------ | --------------------- | --------------- | ----------------- | ------------------ | ------------------------------------------------------ |
| USS Portland (CA-33)     | Fore River            | 17. února 1930  | 21. května 1932   | 23. února 1933     | Vyřazen 1946, vyškrtnut 1959, sešrotován.              |
| USS Indianapolis (CA-35) | New York Shipbuilding | 31. března 1930 | 7. listopadu 1931 | 15. listopadu 1932 | Dne 30. července 1945 potopen japonskou ponorkou I-58. |

## Konstrukce

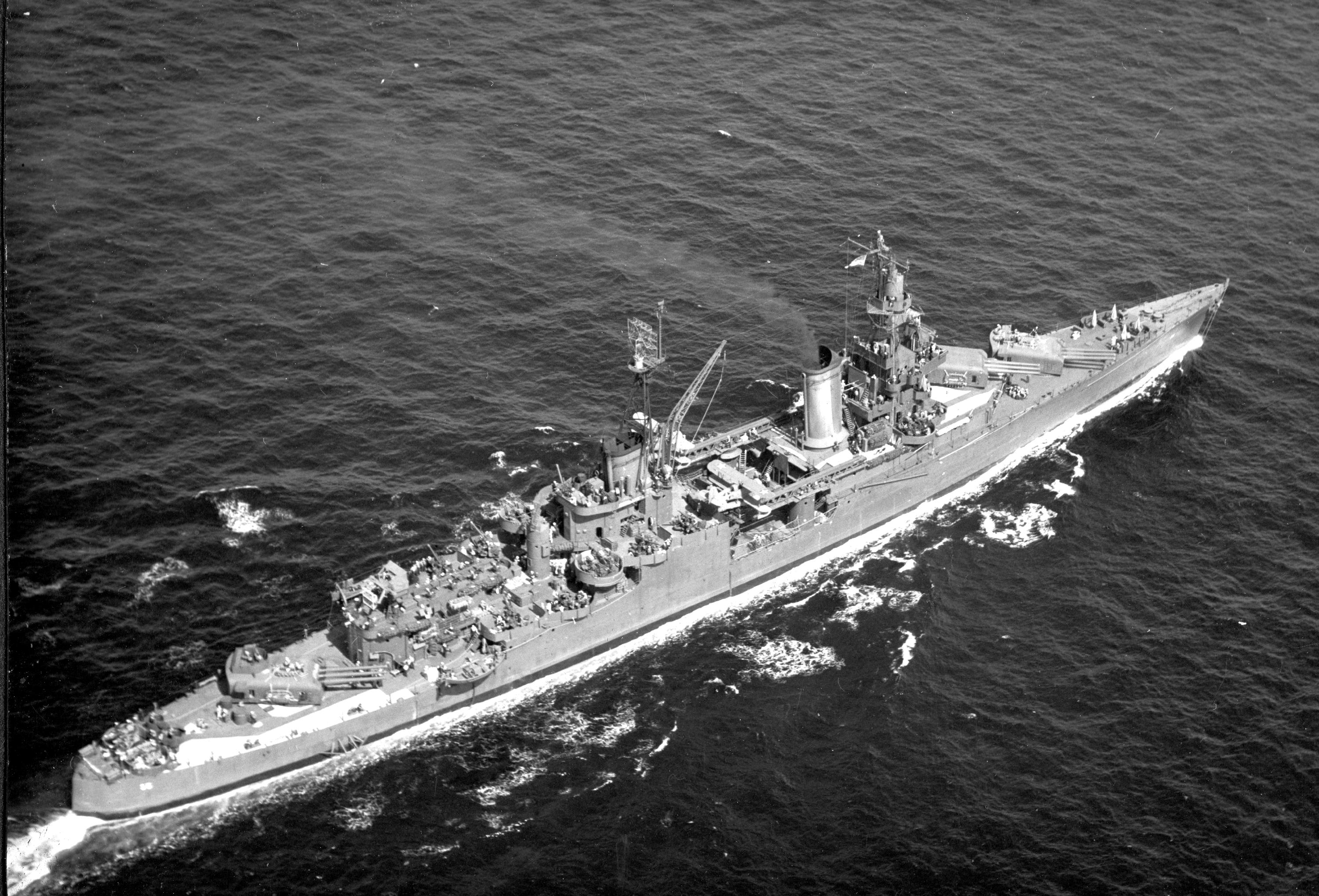
USS Indianapolis (CA-35)

Oproti předcházející třídě bylo zesíleno pancéřování muničních skladů a pohonného systému, byl zdvojnásoben počet 127mm kanónů a naopak nebyly instalovány torpédomety. Výzbroj sestávala z obvyklých devíti 203mm kanónů ve třech věžích, doplněných osmi 127mm kanóny a osmi 12,7mm kulomety. Pohonný systém tvořilo osm kotlů Yarrow a čtyři turbínová soustrojí Parsons o výkonu 107 000 shp, pohánějící čtyři lodní šrouby. Nejvyšší rychlost dosahovala 32,5 uzlu. Dosah byl 10 000 námořních mil při ryhclosti 15 uzlů.

### Modernizace
Za války byly odstraněny kulomety a protiletadlová výzbroj byla výrazně posílena. Počet hydroplánů a katapultů byl snížen. Křižníky byly rovněž vybaveny radary. Roku 1946 tak Portland nesl lehkou výzbroj v podobě dvaceti čtyř 40mm kanónů a sedmnácti 20mm kanónů a dále radary SG, SK, Mk.8 a Mk.8.

## Služba

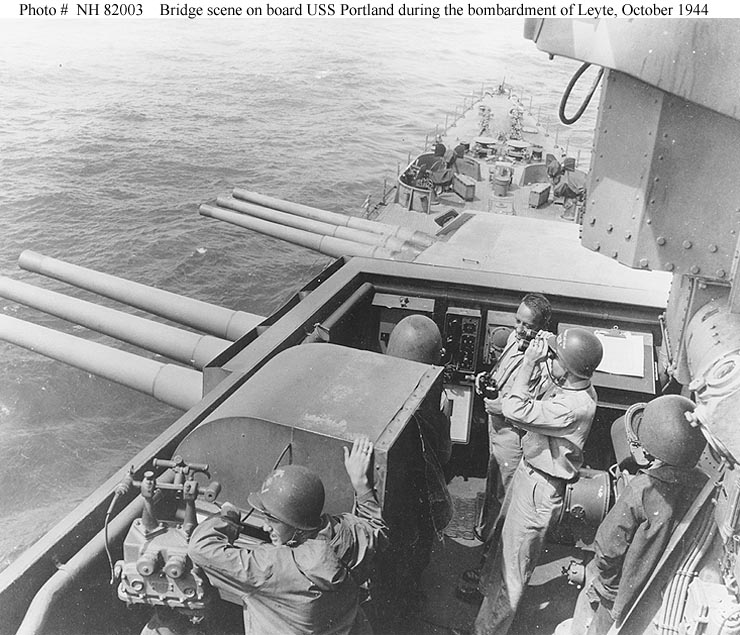
Velitelský můstek křižníku USS Portland (CA-33) během ostřelování pozemních cílů na Leyte v roce 1944

Obě lodě se účastnily druhé světové války. Indianapolis byl 30. března 1945 vážně poškozen zásahem kamikaze a byl do července 1945 opravován. Indianapolis se proslavil misí, při které dopravil na ostrov Tinian atomovou pumu, která byla posléze svržena na město Hirošima. Křižník na zpáteční cestě za značných ztrát na životech potopila třemi torpédy japonská ponorka I-58. Portland válku přečkal a byl roku 1946 vyřazen a později sešrotován.